# Tony Mmoh
Tony Mmoh (* 14. Juni 1958 in Enugu) ist ein ehemaliger nigerianischer Tennisspieler.

## Leben
Mmoh gewann zwischen 1975 und 1977 drei Mal die nigerianischen High-School-Meisterschaften im Einzel. Er besuchte das St. Augustine College in Florida und wurde zwei Mal in die Bestenauswahl All-American gewählt. 1985 war er Viertelfinalist der Challenger-Turniere von Lagos, Thessaloniki und Helsinki. Im Jahr darauf stand er im Finale der Challenger-Turniere von Enugu und Benin City und stand im Doppelhalbfinale von Nagoya und Lagos.
1987 erreichte er mit dem Halbfinale beim ATP Turnier von Schenectady das beste Einzelresultat seiner Karriere, er unterlag dem späteren Sieger Jaime Yzaga. Zudem gewann er mit Roger Smith das Challenger-Turnier von München. 1988 errang er an der Seite von Bruce Derlin den Doppeltitel des Challenger-Turniers von Rio de Janeiro. Seine höchste Notierung in der Tennis-Weltrangliste erreichte er 1987 mit Position 105 im Einzel und im Doppel.
Seine besten Einzelergebnisse bei einem Grand-Slam-Turnier waren Zweitrundenteilnahmen bei den Australian Open und den US Open. Sein bestes Resultat in der Doppelkonkurrenz war die Achtelfinalteilnahme bei den Australian Open 1987.
Mmoh spielte zwischen 1986 und 1988 14 Einzel- sowie sieben Doppelpartien für die nigerianische Davis-Cup-Mannschaft. Während dieser Zeit konnte sich Nigeria nie für die Weltgruppe qualifizieren. 1988 traf Nigeria in der Europa-Gruppe auf Österreich, bei der 0:5-Niederlage unterlag Mmoh sowohl sein Einzel gegen Thomas Muster sowie auch das Doppel an der Seite von Nduka Odizor. Bei den Olympischen Sommerspielen 1988 trat er im Einzel und im Doppel für Nigeria an. Im Einzel unterlag er in der zweiten Runde Michiel Schapers, im Doppel schied er mit Nduka Odizor in der ersten Runde gegen die Franzosen Guy Forget und Henri Leconte aus.
Mmoh lebt in Kingston, Jamaika. Er ist verheiratet und hat zwei Kinder, darunter: Michael (* 1998), der ebenfalls professioneller Tennisspieler wurde.